# Walter Mignolo
Walter Mignolo (Province de Córdoba, Argentine, 1er mai 1941) est un sémiologue argentin et professeur de littérature à l'Université de Duke, aux États-Unis. Il est connu pour être l'une des figures du post-colonialisme latino-américain et comme un membre fondateur du Groupe modernité/colonialité.

## Livres en anglais et espagnol
- The Darker Side of the Renaissance: Literacy, Territoriality, Colonization (1995). Obra ganadora del Katherine Singer Kovacs prize de la Modern Languages Association
- Local Histories/Global Designs: Coloniality. Subaltern Knowledges and Border Thinking (1999). Traducción al castellano: Historias locales / diseños globales. Colonialidad, conocimientos subalternos y pensamiento fronterizo. Madrid: Akal. 2002
- The Idea of Latin America (2005). Obra ganadora del Premio Frantz Fanon por Excelente Contribución al Pensamiento Caribeño, otorgado por la Asociación Caribeña de Filosofía. Traducción al castellano: La idea de América Latina. La herida colonial y la opción decolonial. Barcelona: Gedisa. 2007